# Обмежувач перенапруг

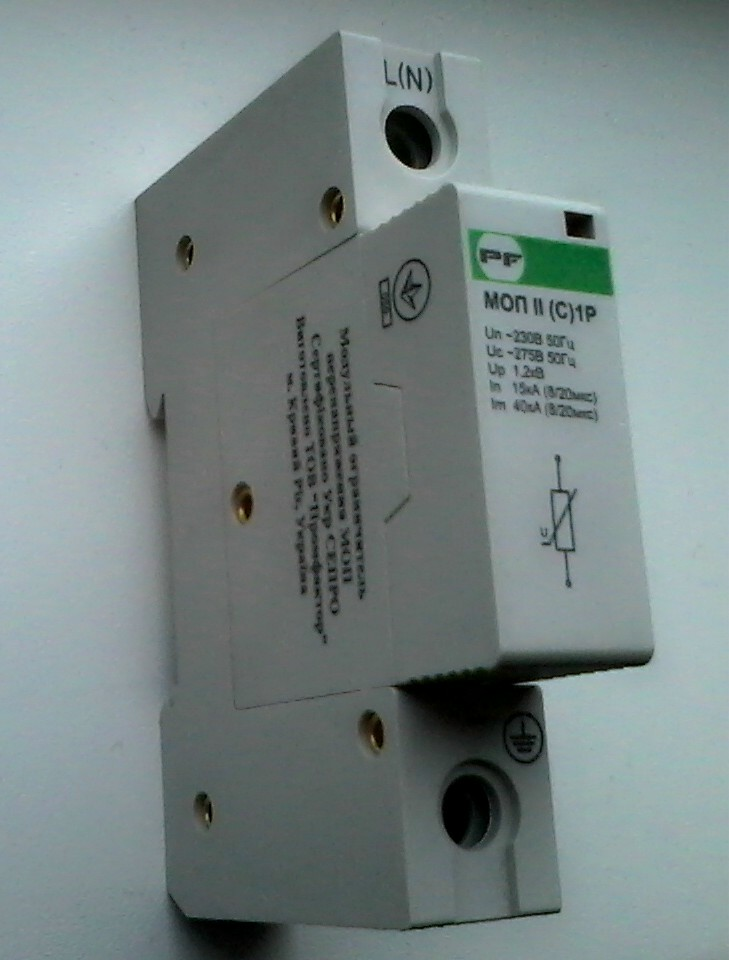
Обмежувач перенапруги однофазний модульний (Україна)

Обмежувач перенапруг (ОПН) — пристрій, призначений для захисту електричного та електронного обладнання від високовольтних стрибків напруги: (грозових та комутаційних).

## Застосування

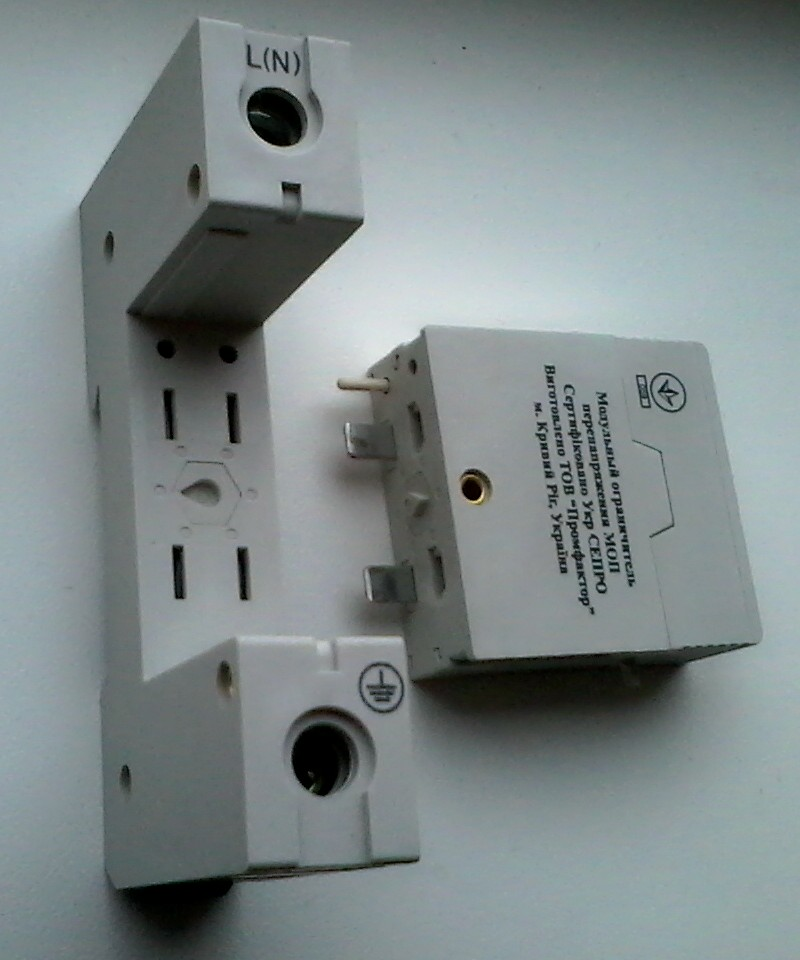
Корпус ОПН зі змінною вставкою

Перенапруги у електромережі негативно впливають на якість будь-якої діяльності, пов'язаної з використанням електронних пристроїв. 
Вплив перенапруг може призвести не лише до пошкодження обладнання та збоїв у його роботі, але і до виходу з ладу елементів самих електроустановок живлення: випрямлячів, розподільних щитів та іншого електрообладнання.
Тому установлення розрядників та обмежувачів перенапруг є дуже важливим засобом захисту електромереж та електрообладнання.

## Класифікація
Захист об'єкта від імпульсних перенапруг споруджують за традиційними правилами селективності прийнятими в електротехніці. Тобто на вводі установлюють найбільш потужний прилад, потім обмежувач з меншою пропускною здатністю, далі ще менше тощо. Тому розділяють обмежувачі перенапруги на наступні категорії:
- група А — обмежувачі, призначені для захисту об'єкту від надструмів, викликаних прямим потраплянням грозового розряду в мережу або попаданням в об'єкт, розташований поблизу від повітряної ЛЕП;
- група В — обмежувачі, що захищають від імпульсних сплесків в межах 4 кВ;
- група С — обмежувачі, які направляють в заземлення все, що пропустив захист В, але не більше 2,5 кВ;
- група D — обмежувачі, призначені для захисту споживачів, особливо чутливих до коротких надструмів. Оберігають вони обладнання, стійкість ізоляції яких, не перевищує 1,5 кВ.